# 아메리프라이즈 파이낸셜
아메리프라이즈 파이낸셜(영어: Ameriprise Financial)은 미국 미네소타주 미니애폴리스에 본사를 두고 있는 미국의 금융 서비스 회사이자 은행 지주 회사로, 세계적으로 명성 있는 지주 회사 중 하나이다.

## 개요
원래 인베스터스 신디케이트(Investors Syndicate)라는 이름으로 알려진 아메리프라이즈 파이낸셜은 1894년, 존 엘리엇 태펀이 미니애폴리스에서 설립하였다. 현재는 S&P 500에 상장되어 있다.